# Purcelliana problematica
Purcelliana problematica är en spindelart som beskrevs av Cooke 1964. Purcelliana problematica ingår i släktet Purcelliana och familjen Prodidomidae. Inga underarter finns listade i Catalogue of Life.